# Herb Szczebrzeszyna
Herb Szczebrzeszyna – jeden z symboli miasta Szczebrzeszyn i gminy Szczebrzeszyn w postaci herbu. Godło herbowe widniało na XVI-wiecznych odciskach pieczęci miejskiej.

## Wygląd i symbolika
Herb przedstawia w czerwonej tarczy herbowej trzy białe wręby, ułożone w pas (poziomo), najdłuższy na górze a najkrótszy na dole. Herb nawiązuje bezpośrednio do rodowego herbu Korczak Dymitra Gorajskiego – założyciela Szczebrzeszyna.